# Lords of the Rising Sun
Lords of the Rising Sun (Japans: Rising Sun), is een computerspel dat werd ontwikkeld en uitgegeven door Cinemaware Corporation. Het spel kwam in 1989 uit voor de Commodore Amiga. Later volgde ook een release voor de Philips CD-i. De speler moet de eer van zijn familie redden nadat zijn vader is vermoord. Hij moet al zijn tegenstanders verslaan alsmede zijn broer. Het speelveld wordt van bovenaf geprojecteerd

## Platforms
- Amiga (1989)
- CD-i (1992)
- Sharp X68000 (1992)
- TurboGrafx CD (1992)

## Ontvangst
| Beoordeeld door             | Platform | Datum        | Score |
| --------------------------- | -------- | ------------ | ----- |
| CU Amiga                    | Amiga    | juni 1989    | 94%   |
| ST/Amiga Format             | Amiga    | juni 1989    | 87%   |
| Power Play                  | Amiga    | april 1989   | 82%   |
| Zzap!                       | Amiga    | juli 1989    | 80%   |
| Amiga Joker                 | Amiga    | mei 1993     | 74%   |
| The CD-i Collective         | CD-i     | 2004         | 60%   |
| Computer Gaming World (CGW) | Amiga    | oktober 1990 | 6%    |